# Будьонновськ
Будьо́нновськ (рос. Будённовск; раніше — Святий Хрест) — місто, адміністративний центр Будьонновського району Ставропольського краю, утворює міське поселення місто Будьонновськ

## Назва
Місто названо на честь учасника Першої світової та громадянської війн, тричі Героя Радянського Союзу, повного кавалера Георгіївського банта й полководця Семена Будьонного.
Попередні назви
- 1799 — за указом Павла I поселення отримало статус міста з найменуванням Святий Хрест (вірменська назва Карабагли[4])
- 1921 — 28 грудня рішенням колегії НКВС СРСР місто Святий Хрест перейменовано на Прикумськ
- 1935 — постановою ЦВК СРСР від 29 квітня місто Прикумськ перейменовано на Будьонновськ
- 1957 — у зв'язку з виходом постанови про заборону найменування населених пунктів іменами живих вождів місто знову перейменовано на Прикумськ
- 1973 — постановою Президії ВР РРФСР від 30 листопада місто знову отримало назву Будьонновськ[5]

## Географія
Місто розташовано на річці Кума, за 220 км на південний схід від Ставрополя. Має дві залізничні станції на гілках до Мінеральних Вод і Ставрополя. Найближчі міжнародні аеропорти розташовано у містах Мінеральні Води та Ставрополь.
Будьонновськ розташований у Північному Кавказі, у перехідній зоні від степу до напівпустелі, від помірної смуги до субтропіків. Рельєф рівнинний з пагорбами. Гори Кавказу не видно. За виняткових погодних умов проявляються обриси найвищої точки Кавказу — гори Ельбрус.
День міста відзначається у третю неділю вересня.
Клімат
Клімат посушливий, помірно-континентальний. Літо триває з травня до вересня, зима — з другої декади грудня до кінця лютого—початку березня.
| Клімат Будьонновська             | Клімат Будьонновська | Клімат Будьонновська | Клімат Будьонновська | Клімат Будьонновська | Клімат Будьонновська | Клімат Будьонновська | Клімат Будьонновська | Клімат Будьонновська | Клімат Будьонновська | Клімат Будьонновська | Клімат Будьонновська | Клімат Будьонновська | Клімат Будьонновська |
| Показник                         | Січ.                 | Лют.                 | Бер.                 | Квіт.                | Трав.                | Черв.                | Лип.                 | Серп.                | Вер.                 | Жовт.                | Лист.                | Груд.                | Рік                  |
| Абсолютний максимум, °C          | 16,2                 | 20,0                 | 25,6                 | 34,2                 | 36,7                 | 39,4                 | 43,8                 | 41,2                 | 39,4                 | 32,9                 | 23,9                 | 16,4                 | 43,8                 |
| Середній максимум, °C            | −0,2                 | 0,9                  | 7,5                  | 16,7                 | 23,4                 | 28,3                 | 31,3                 | 30,4                 | 24,3                 | 16,1                 | 7,8                  | 2,4                  | 15,6                 |
| Середня температура, °C          | −3,2                 | −2,6                 | 2,8                  | 10,8                 | 17,2                 | 21,9                 | 24,9                 | 23,9                 | 18,1                 | 10,8                 | 4,2                  | −0,4                 | 10,6                 |
| Середній мінімум, °C             | −6,3                 | −6                   | −1,1                 | 5,1                  | 10,8                 | 15,4                 | 18,4                 | 17,5                 | 12,3                 | 6,1                  | 1,0                  | −3,1                 | 5,8                  |
| Абсолютний мінімум, °C           | −35,4                | −35                  | −21                  | −6,1                 | −2,2                 | 5,0                  | 8,0                  | 6,1                  | −2                   | −13                  | −26                  | −25,5                | −35,4                |
| Норма опадів, мм                 | 22                   | 25                   | 23                   | 38                   | 52                   | 52                   | 45                   | 39                   | 33                   | 27                   | 32                   | 29                   | 418                  |
| -------------------------------- | -------------------- | -------------------- | -------------------- | -------------------- | -------------------- | -------------------- | -------------------- | -------------------- | -------------------- | -------------------- | -------------------- | -------------------- | -------------------- |
| Джерело: Архів кліматичних даних |                      |                      |                      |                      |                      |                      |                      |                      |                      |                      |                      |                      |                      |

## Історія

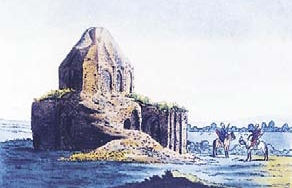
Руїни маджарського мавзолею 1793 року

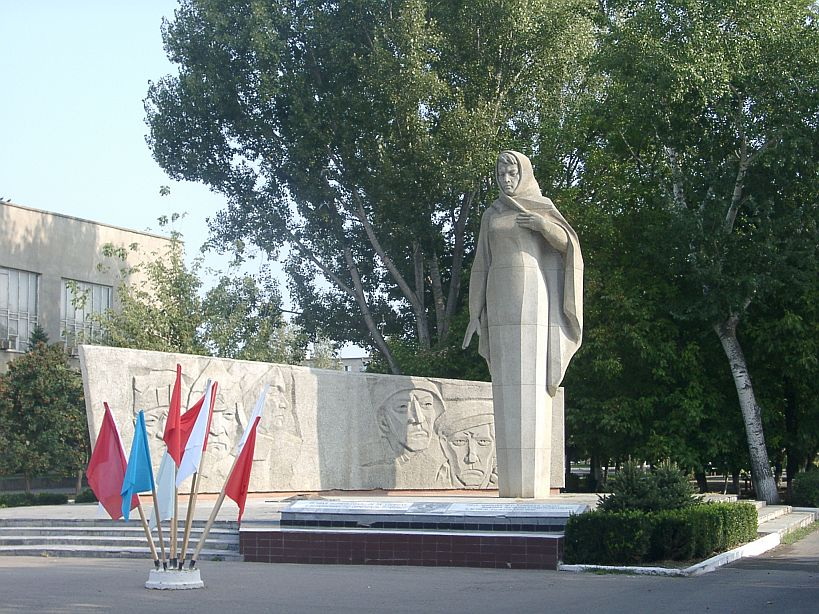
Монумент «Батьківщина-Мати» біля вічного вогню

Найдавнішими зі знайдених є сліди Тракопської археологічної культури, що датуються II тисячоліттям до н. е. В VI—III століттях до н. е. там існувало сарматське поселення. В II—III століттях — поселення аланів.
За середньовіччя тут існувало хозарське, пізніше золотоординське місто Маджар (відомий з 8 сторіччя), що було центром Улусу Берке. Згодом Маджар став столицею Малих Ногаїв.
З 1688 до 1696 року на місці Будьонновська існувало вільне місто-фортеця, яке надавало притулок козакам-старовірам, що тікали з Тереку й Дона.
1795 року на місці руїн населеного пункту Старі Мажари, який залишили переселенці з Саратовської губернії, з'явилось вірменське торгово-ремісниче поселення.
1910 року місто отримало статус повітового.
За радянських часів Будьонновськ став значним промисловим і культурним центром східної частини Ставропольського краю, особливого розвитку набула хімічна промисловість.
У червні 1995 року чеченські повстанці під керівництвом Шаміля Басаєва захопили у заручники понад 1 500 мешканців міста. Такі дії, а також подальший штурм лікарні російськими військами призвели до значних жертв серед мирного населення: 129 загиблих й 415 поранених.

## Населення
За переписом 1897 року у місті проживало 6 583 осіб (3 323 чоловіки та 3 260 жінок). Розподіл населення за мовою згідно з переписом 1897 року:
| Мова       | Осіб  | Відсоток |
| ---------- | ----- | -------- |
| вірменська | 3 609 | 54,82 %  |
| українська | 1 531 | 23,26 %  |
| російська  | 1 404 | 21,33 %  |
| калмицька  | 19    | 0,29 %   |
| інші       | 20    | 0,30 %   |
| Разом      | 6 583 | 100 %    |

## Освіта
Дитячі садки
- Загальних — 12.
- Коригувальних — 2.
- Комбінованих — 5.

Школи
- Багатопрофільний ліцей № 8
- Гімназії № 7, № 9
- Середня загальноосвітня школа № 1[8]
- Середня загальноосвітня школа № 6
- Середня загальноосвітня школа № 4 з кадетською освітою у початкових класах («Зарница»)[9].
- Середні загальноосвітні школи № 2, 3, 5
- Відкрита загальноосвітня школа
- Початкова загальноосвітня школа № 10
- Козацький кадетський корпус[10][11].

Заклади додаткової освіти
- Будинок дитячої творчості[12]
- Станція юних техніків
- Три ДЮСШ
- Екологічно-біологічний центр
- Центр туризму та краєзнавства
- Дитячий будинок
- Центр соціально-психологічної реабілітації[13]

Заклади професійної освіти
- Будьонновський медичний коледж[14].
- Будьонновський педагогічний коледж[15].
- Філія Ставропольського кооперативного технікуму економіки, комерції та права[16].
- Регіональний політехнічний коледж
- Центр освіти «Прогрес»
- Професійне училище № 35. 9 відділень у селах району.

Вищі навчальні заклади
- Філія Інституту дружби народів Кавказу[17].
- Філія Ставропольського державного педагогічного інституту

## Медичні заклади
Лікарні
- Центральна районна лікарня

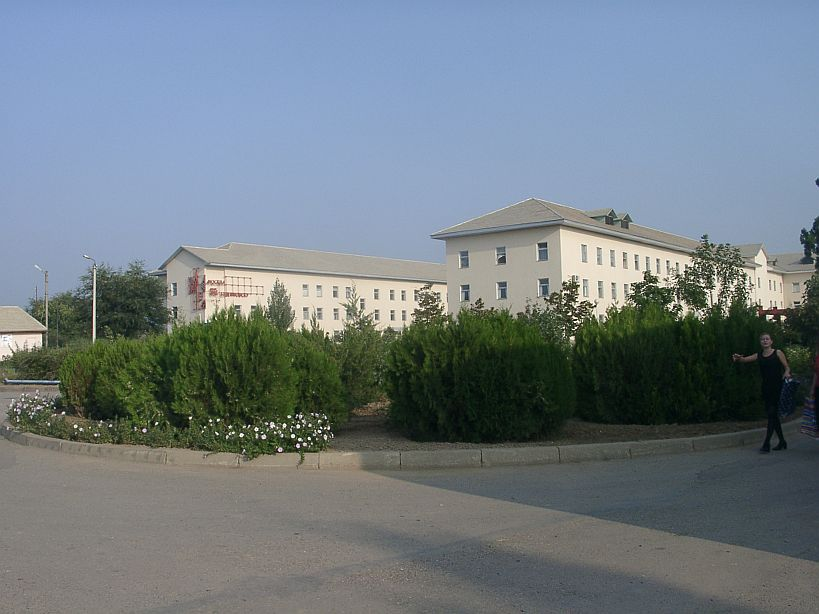
Корпуси центральної лікарні

- Крайовий центр спеціалізованих видів медичної допомоги № 1[18]
- відділення центру амбулаторного діалізу[19].
- Станція швидкої медичної допомоги

Поліклініки
- Міська
- Дитяча
- Жіноча консультація
- Стоматологічна поліклініка
- 48 гарнізонна поліклініка[20].

Диспансери
- Протитуберкульозний
- Психоневрологічний
- Шкіряно-венерологічний
- Наркологічний

Інші
- Протичумне відділення «Дагестанської протичумної станції»[21].

## Наукові заклади
- Дослідно-селекційна станція Ставропольського НДІ сільського господарства.
- Дослідна станція Новочеркаського інституту виноградарства.
- Метеостанція № 37061[22]
- Інститут бавовни[23]

## Заклади культури
- Краєзнавчий музей
- Міська централізована бібліотечна система
- Будинок культури[24]
- Молодіжний центр
- Центр дозвілля й кіно «Радуга»
- Дитяча музична школа
- Дитяча художня школа[25]

## Преса
- Будённовск. ORG
- Газета «Вестник Прикумья»
- Газета «Твоя газета»
- Газета «Городская афиша»
- Газета «Будённовск — сегодня»
- Газета «Святой Крест»
- Газета «Навигатор СК»

## Економіка
За обсягами переробної промисловості Будьонновськ перебуває на третьому місці у Ставропольському краї.
- Хімічна промисловість:
  - ООО «Ставролен»
  - ОАО «Завод поліетиленових труб»
- Легка промисловість:
  - ОАО «Електротекс»[28].
- Харчова промисловість:
  - ОАО «БуденновскМолПродукт»
  - М'ясопереробне підприємство «ДЮК»[29]
  - ОАО «Кумское»[30]
- Шкіряна промисловість
- Виробництво будівельних матеріалів
- Машинобудування:
  - ОАО «Будённовский машиностроительный завод»[31]

## Військові об'єкти
У мікрорайоні «Північний» базується мотострілецька бригада (військова частина 74814, 205-та окрема мотострілецька бригада. На північний захід від Будьонновська розташований військовий аеродром «Будьонновськ».

## Органи влади
- Глава міста (мер) обирається зі складу представницького органу терміном на 5 років.
- Адміністрація міста
- Міська дума. Обирається у складі 21 депутата на п'ятирічний термін. Чинний голова — Юрченко Олександр Юрійович.[27]

## Релігія
Російська православна церква
- Церква Казанської ікони Божої Матері[32]
- Храм «Воскресение Словущее»[32]

Вірменська апостольська церква
- Церква Сурб Хач (Святий Хрест)
- Церква Сурб Арутюн (Святого Воскресіння)

## Відомі особи
- Андрій Ащев — російський волейболіст, гравець збірної команди країни
- Володимир Єдаменко (1978—2008) — Герой Росії, похований у місті
- Артем Погосов — радянський військовий діяч, генерал-майор
- Іван Шакун — учасник війни 1941—1945 років, почесний громадянин міста

## Спорт
- Футбольна команда «Дружба». Чемпіон Ставропольського краю з футболу 1994 року[33]
- Футбольна команда «Жемчужина». Чемпіон Ставропольського краю з футболу 2000 року[33]
- Регулярно проводиться чемпіонат Ставропольського краю з автокросу, присвячений пам'яті майора Володимира Єдаменко
- Олексій Дронов — чемпіон Росії з боксу серед юнаків 2012 року[34]

## Міста-побратими
- 1992 — Кизляр (Росія, Дагестан)
- 1996 — Маршаллтаун (Айова) (США)[35].
- Георгіївськ (Росія, Ставропольський край)[36].
- 2002 — Твер (Росія)[37].
- 2002 — Косовська Митровиця, Косово[38][39]